# Longirostromeryx
Longirostromeryx — вимерлий рід кабарги, який мешкав в епоху міоцену на території сучасної центральної Північної Америки. Є три, можливо, чотири визнані види: Longirostromeryx blicki, L. clarendoniensis, L. novomexicanus, L. wellsi.